# Station Haukeland
Station Haukeland  is een spoorwegstation in Haukeland in de  gemeente Bergen in Noorwegen. Het station staat aan de oude lijn,  Vossebanen en werd in 1964 gesloten na het gereedkomen van de Ulrikstunnel. Haukeland is nu een halte voor de museumlijn Gamle Vossebanen. Het gebouw werd ontworpen door Balthazar Lange.